# Rhabdochaeta gladifera
Rhabdochaeta gladifera är en tvåvingeart som beskrevs av Erich Martin Hering 1941. Rhabdochaeta gladifera ingår i släktet Rhabdochaeta och familjen borrflugor. Inga underarter finns listade i Catalogue of Life.